# Guerre de succession de Montferrat
 (avril 2024).
Si vous disposez d'ouvrages ou d'articles de référence ou si vous connaissez des sites web de qualité traitant du thème abordé ici, merci de compléter l'article en donnant les références utiles à sa vérifiabilité et en les liant à la section « Notes et références ».
Pour les articles homonymes, voir Guerre de Succession.
Guerre de succession de Montferrat
Batailles
- Trin (1613)
- Alba (1613)
- Moncalve (1613)
- Nizza Monferrato (1613)
- Verceil (1617)

La guerre de succession de Montferrat est un conflit qui se déroula de 1613 à 1617. Elle opposa le duché de Savoie à l'Espagne et au duché de Mantoue après la mort, en décembre 1612, de François, duc de Mantoue, sans enfant mâle. Ce conflit local entre deux États devint rapidement une affaire d'ampleur européenne en remettant en cause les équilibres géopolitiques italiens issus de la paix du Cateau-Cambrésis de 1559. En effet, le duc de Savoie, déçu de l'attitude des Espagnols lors de la guerre avec la France (1588-1601), s'était peu à peu éloigné d'eux et rapproché de la France. Ce changement diplomatique se concrétisa par la signature du traité de Brussol en 1610.

## Contexte
Le marquisat du Montferrat, fief du Saint Empire Romain, était un territoire riche et stratégique sur le Pô, entre le duché de Milan (relevant du roi d'Espagne) et le Piémont-Savoie. Les ducs de Savoie revendiquaient des droits sur une partie du marquisat depuis le XIVe siècle.
Avec la mort de François de Gonzague, duc de Mantoue et de Montferrat, le 22 décembre 1612, Charles-Emmanuel de Savoie estima que le temps de faire valoir ses prétentions sur ce dernier duché était venu.
En effet, François de Gonzague avait épousé Marguerite de Savoie, fille de Charles-Emmanuel de Savoie et de Catherine-Michelle d'Autriche, avec laquelle il eut 3 enfants dont deux morts en bas âge :
- Marie de Mantoue (1609-1660) qui épousera, en 1627, Charles III (1609-1631), duc de Mayenne, un cousin éloigné de la branche « française » des Gonzague (ils avaient le même arrière-grand-père Guillaume de Mantoue) ;
- Ludovico (1611-1612) ;
- Eleonora (1612-1612).

Le cardinal Ferdinand de Gonzague, frère de François, prit possession du marquisat de Montferrat au grand dam de Charles-Emmanuel Ier de Savoie.
Pour réclamer le Montferrat le duc de Savoie, Charles-Emmanuel, se fondait sur un traité conclu le 1er mai 1330 à l'occasion du mariage de Yolande de Montferrat, fille de Théodore Comène Paléologue, marquis de Montferrat, et d'Argentine Spinola, avec Aymon, comte de Savoie. Ce traité stipulait qu'en cas d'extinction des descendants mâles du marquis de Montferrat, ceux de Yolande (et donc la maison de Savoie) succéderaient au marquisat, à charge de doter les filles en argent.
Les ministres savoyards proposèrent le mariage du prince cardinal avec la duchesse Marguerite et la cession au duc de Savoie de quelques villes enclavées dans le Piémont, mais Charles-Emmanuel de Savoie préféra rappeler près de lui sa fille Marguerite et la princesse Marie, sa fille. Le cardinal Ferdinand refusa de les laisser partir malgré plusieurs médiations. Le dernier refus de Ferdinand donna le signal de la guerre. L'invasion du Montferrat qui avait été préparée avec tant de justesse et de secret par Charles-Emmanuel de Savoie commença par la prise d'Alba.

## Attaque savoyarde (1613)
Au nord du duché de Montferrat, le 22 avril 1613, le duc de Savoie part avec sa troupe en direction de Trin qu'il assiège. Le 24, il défait une troupe de secours venant de Casal et fait tirer au canon sur la ville le 25 avril. Le lendemain, une nouvelle troupe de secours de 2 000 Mantouans est défaite. Le soir Trin arbore un drapeau blanc.
Au sud de Montferrat, le 22 avril 1613, également, Alexandre Guerini, gouverneur de Quérasque, à la tête de 600 hommes d'infanterie et 50 cavaliers, entre par surprise dans Alba après avoir pétardé la porte du Tanaro. Après une courte bataille les troupes savoyardes sont maîtresses de la ville et de la forteresse.
Partant d'Asti le 23 avril, Charles Scaglia, comte de Verrue, prend la ville de Moncalve défendue par 800 soldats et assiège le château. Le 8 mai la garnison réduite à 240 hommes se rend et obtient de se retirer à Pont de Sture, où le commandant sera arrêté puis condamné à avoir la tête tranchée pour s'être rendu trop tôt. Cette sentence ne sera pas exécutée grâce à l'action de nombreux opposants au duc de Montferrat.
Charles-Emmanuel justifia son entrée en Montferrat, en publiant un manifeste adressé au Pape Paul V, à l'empereur Matthias, aux rois d'Espagne, Philippe III, et de France, Louis XIII, aux cantons suisses et à toutes les puissances d'Italie. Pendant qu'il chargeait ses ministres et diplomates d'effacer l'impression défavorable que causa, généralement, le premier bruit de cette guerre, il s'occupait à la poursuivre vigoureusement.
Le Piémont était en armes, la Savoie, pour laquelle les mouvements français donnaient de l'inquiétude, vit rassembler sur la frontière un corps de 8 000 hommes d'infanterie et 1 000 cavaliers sous les ordres de Sigismond d'Este, marquis de Lans. La France ayant pris parti pour la maison de Gonzague, dès lors, l'armée du Dauphiné pouvait entrer en Savoie sans crainte d'indisposer l'Espagne, qui protestait vouloir maintenir seule l'intégrité des États de Mantoue.
La république de Venise et le duché de Toscane s'armèrent en faveur du duché de Savoie.
Plus le nombre de protecteurs des Gonzague était grand, moins Charles-Emmanuel désespéra de les désunir et de jeter la discorde par l'adresse, l'habileté et la ruse.

## Siège de Nizza Monferrato (1613)
Pendant ce temps, le prince s'activait sur le terrain. Après la capitulation de Trino, il fait assiéger Casale. Mais les Espagnols ayant eu vent de ce projet envoyèrent un détachement de 500 hommes à Pont de Sture, accompagné d'un détachement français, sous les ordres de Charles de Mantoue, duc de Nevers, venu de Gênes. Charles-Emmanuel résolut alors d'attaquer Nizza Monferrato.
Le comte Guy de Saint-Georges, noble du Monferrat au service du duc de Savoie, marcha contre cette place avec 17 000 hommes. La garnison était composée de 2 000 soldats d'infanterie et 200 cavaliers aux ordres de Mainfroi de Castillon. Guy de Saint-Georges, accusé d'être l'instigateur de l'attaque, fut condamné à mort par contumace par le duc de Mantoue.
Le 14 mai, les assiégeants campèrent sur la colline, appuyant leur droite sur les capucins et leur gauche sur le torrent du nom de Nissa (it).
Le 15 mai, ils dressèrent une batterie contre la tour du Merle puis une seconde contre la tour du Canton. En fin de journée, les Niçois reçurent le renfort d'un convoi qui réussit à passer les lignes savoyardes.
Le 16 mai, les Savoyards installèrent une nouvelle batterie contre la porte de Lanerio. Le lendemain, un boulet ayant rompu les chaînes du pont-levis de cette porte, les Savoyards lancèrent un assaut qui fut repoussé par les défenseurs.
Les assiégeants dirigèrent le feu de l'artillerie sur les maisons afin d'accélérer la reddition. Les habitants demandèrent à Mainfroi de Castillon de capituler, mais le gouverneur les menaça et indiqua qu'il se défendrait jusqu'à la dernière limite.
Le 20 mai, les ruines des murailles ayant presque bouché les fossés sur les différents points d'attaque, Castillon réussit à les faire déblayer en partie. Il réussit également à envoyer à Casal une estafette chargé d'avertir le duc de Nevers de l'état de détresse de la ville. Le comte Saint-George n'ayant pas investi totalement la ville, la garnison sortit dans la soirée afin de brûler les granges, sur le chemin d'Acqui, où les assaillants auraient pu trouver refuge.
Le lendemain, Saint-George envoya la cavalerie savoyarde occuper les bords de la Belbo, mais les assiégés s'y opposèrent. L'escarmouche tourna à l'avantage des Savoyards qui se logèrent dans les masures des granges brûlées la veille. Pendant ce temps, le gouverneur de Nizza perfectionna une digue destinée à faire verser dans le fossé l'eau de la rivière Nissa (it).
Le 22 mai, les assaillants installèrent une nouvelle pièce d'artillerie près de la tour du Canton puis lancèrent un assaut avec 200 cuirassiers à pied en tête à travers la brèche. La nuit tombant, l'assaut fut ajourné et les défenseurs en profitèrent durant la nuit pour réparer la brèche.
Le 23 mai, don Antoine de Levo, prince d'Ascoli, qui était entré dans le duché de Montferrat à la tête de 4 000 Espagnols, arriva en soirée à Incisa, un village situé à deux milles de Nizza Monferrato, où il est rejoint par Charles de Mantoue avec 2 600 Mantouans arrivant de Mombaron, où il était en place depuis quelques jours.
Le comte de Saint-Georges sentit l'impossibilité d'éviter le combat s'il voulait continuer le siège. Sa force et l'avantage de la position qu'il occupait le rassuraient, mais afin de ne pas rompre la paix avec la maison d'Autriche, la conduite du général savoyard le soumettait à des combinaisons politiques plutôt qu'a des calculs militaires. En effet, Charles-Emmanuel avait ordonné d'éviter toute espèce d'engagement contre les Espagnols et le commissaire impérial, qui suivait le prince d'Ascoli, demandait la levée du siège au nom de son maître seigneur souverain du Montferrat. Dans cette position embarrassante, Saint-Georges envoya Charles Scaglia, comte de Verrue, vers le général autrichien qui indiqua que tant qu'il n'avait pas d'ordre, il ne pouvait rien décider mais qu'il ne s'opposait pas à la continuation du siège s'il mettait une garnison espagnole aussitôt après la capitulation.
Les instructions reçues par le prince d'Ascoli indiquaient qu'il devait dégager la place de Nizza et forcer les Savoyards à rentrer en Piémont. Le général savoyard prit alors les mesures nécessaires pour effectuer sa retraite, lorsqu'on lui rapporta que l'armée ennemie, forte de 7 500 hommes d'infanterie et 1 400 cavaliers, s'approchait en ordre de bataille.
Le comte Saint-Georges fait alors partir son artillerie sous escorte de la milice royale espagnole et, après avoir retiré ses avant-postes, il se met en marche avec le reste de l'armée. À peine sorti de ses lignes, le duc de Nevers le fait suivre avec 200 hommes. Ignorant la provocation, Saint-Georges continue sa marche sans tirer un coup de fusil, mais le duc de Nevers conçoit l'espoir d'enlever quelques pièces de canon. Décidé à engager un combat qui permettrait une guerre ouverte entre les Espagnols et les Savoyards, qui serait très avantageuse pour le duc de Mantoue. Ce dernier s'aventurant avec imprudence, se fait envelopper par l'arrière-garde savoyarde. Il appelle alors à son secours le prince d'Ascoli qui s'avance avec toutes ses forces. Le général savoyard rappelle les siennes et les deux armées se retrouvent à portée de mousquet, pour un combat tant espéré par les Mantouans.
Cependant les Savoyards se tenaient sur la défensive et les troupes espagnoles, ayant dégagé le duc de Mantoue, répugnaient à courir les hasards d'une bataille dont les suites étaient insignifiantes. Le prince d'Ascoli proposa de nouveau au général savoyard de se retirer sur ses terres. Après acceptation, les 2 armées s'éloignèrent. Le comte de Saint-Georges alla à Costigliole pendant que les Espagnols retournaient à Alexandrie en laissant à Nizza ou dans les châteaux des environs, un corps de 1 200 hommes d'infanterie et 250 cavaliers.

## À travers le Montferrat (1613)
Immédiatement, Charles-Emmanuel ordonna au comte de Saint-George de conduire son armée à Asti, où il se rendit lui-même, dans l'intention de châtier les habitants du Montferrat qu'il occupait encore et dont la révolte devenait générale.
À cet effet, une colonne savoyarde, commandée par le sergent-major Pagan, attaqua le village de Montiglio, fortifié par un triple retranchement. Après un combat opiniâtre, les Savoyards prirent d'assaut le village qui fut traité avec la dernière vigueur. Le château craignant un pareil sort ouvrit ses portes.
Une seconde colonne, sous les ordres d'Odon de Roero, comte de Montisel, courut le pays en le faisant rentrer dans le devoir. Après ses expéditions punitives, les deux détachements rejoignirent monsieur de Saint-George à Moncalve, qui venait de faire lever le siège de Gabian aux troupes du duc de Mantoue.
L'armée de Savoie marcha sur la ville de Calosso, où l'insurrection s'était de nouveau manifestée, et l'emporta de force puis elle soumit Morano et Montemagno.
Pendant ce temps, les Mantouans avaient pris l'offensive du côté de Nizza. Ils réussirent à s'emparer de Moasca puis allèrent mettre le siège devant Alice. Le capitaine Alasia, qui commandait, n'étant pas assez fort pour défendre le village, s'enferma dans le château et résista jusqu'à la dernière cartouche. Le vainqueur irrité observa mal la capitulation et le capitaine sauva sa vie avec peine en se réfugiant dans un village voisin dépendant du duché de Milan.
Les Savoyards se dédommagèrent par la prise du château de Vesime, dont le commandant passa au service de la Savoie. Charles-Emmanuel lui confia la conduite des troupes destinées à agir dans les vallées de Tinella (it), Belbo et de Bormida. Il occupa les deux premières, depuis Saint-Étienne jusqu'aux environs d'Albe, et il chassa l'ennemi de l'autre, où il reprit Camerana, Gottasecca, Roquevignale et l'Altare. Ce dernier poste ne tarda pas à être repris par Francesco Antonio Del Carretto, marquis de Grana, mais le sergent-major Pagani s'en rendit maître une seconde fois.
Ces petites conquêtes et la prise de plusieurs autres châteaux laissaient au duc de Savoie la liberté d'exiger des contributions sur les deux parties du Montferrat. Ainsi son infanterie parut souvent sous les murs d'Acqui pendant que sa cavalerie poussait ses courses jusqu'à Casal. D'autre part, un corps de troupes aux ordres du baron des Adrets et de Pierre Garetti, comte de Ferrère, resserrait Saint-Damian. Les assiégeants dressèrent sur les hauteurs du couvent de la Vezzola une batterie qui plongeait sur la ville, et l'endommageait considérablement. La garnison fit une sortie contre cette batterie mais elle fut repoussée après un combat opiniâtre. Un détachement, que le duc de Nevers avait chargé de porter secours à la ville ayant été battu, les Mantouans cherchèrent à la dégager autrement.
Le duc de Nevers se porta sur Canelli, où il n'y avait qu'une garnison de 150 hommes. Les Mantouans attaquèrent de front le pont de Belbo, mais ils furent culbutés par une contre-attaque, laissant aux défenseurs trois pièces de canons et les blessés. Monsieur de Saint-Georges arriva peu de temps après la victoire au secours des assiégés. Il leur laissa quelques renforts et retourna à Asti.
Ayant manqué son entreprise, le duc de Nevers retourna à Casal, d'où il envoya Alphonse Guerieri, marquis de Mombel, assiéger le château de Grane, dont le faible détachement qui le défendait se laissa surprendre.
La perte de Grane ne préoccupait nullement les Savoyards qui s'occupaient davantage du siège de Saint-Damian, qui se défendait vaillamment. Les habitants, manquant de vivres, se mutinèrent et déposèrent le gouverneur en nommant à sa place le lieutenant Prandi, qui ne voyant pas apparaître de secours songea à capituler quand il reçut l'avis certain que la paix allait bientôt être conclue. En effet, les États pontificaux et le duché de Modène avaient autorisé le passage de 4 000 hommes que Cosme de Médicis, grand-duc de Toscane, destinait au duché de Mantoue et la France se disposant à faire entrer une armée en Savoie. Charles-Emmanuel aurait été accablé par tant d'ennemis si les Autrichiens, jaloux de la part que les Français voulaient prendre aux affaires d'Italie, ne fussent pas empressés de conclure la paix.

## Traité de Milan (1613)
Les généraux espagnols de concert avec le commissaire impérial de Lombardie, en firent au duc de Savoie les premières ouvertures, et le prince envoya à Milan le comte Crivelli, en qualité de plénipotentiaire. Comme on était, de part et d'autre pressé de conclure, afin de prévenir le mouvement des Français, les parties s'accordèrent rapidement les bases d'un traité signé le 16 mai 1613, le traité de Milan, par lequel il était convenu que Charles-Emmanuel remettrait dans les six jours aux commissaires autrichiens, les places du Montferrat qu'il occupait. Et qu'un mois après la remise de ces places, il recevrait à sa cour la duchesse Marguerite, avec la princesse Marie, sa fille, que les prétentions de la maison de Savoie, contre celle de Gonzague, seraient discutées dans un congrès et décidées par voie d'arbitrage, et que les deux princes accorderaient une amnistie générale à leurs sujets attaché au parti adverse.
Ce traité ne contenta pas Ferdinand, duc de Mantoue, qui refusa de se dessaisir de la princesse Marie de Mantoue et ordonna à ses tribunaux de poursuivre les procès commencés contre les seigneurs du Montferrat engagés dans le parti de la maison de Savoie. Plus de 60 seigneurs montferrins, dont plusieurs d'un rang très élevés, étaient impliqués dans cette affaire la rendait importante aux yeux des étrangers ; parmi ceux-ci on peut citer :
- Guy de Briandra, comte de Saint-George.
- Charles Scaglia[9], comte de Verrue.
- Alphonse Busca, comte de Neviglie.
- François Spinola, marquis de Garès.
- François Boetti, comte de Cunico.
- le marquis de Caluso.
- le marquis de Mélas.

Le duc de Mantoue se montra inflexible, en particulier à l'égard du comte de Saint-George et du comte de Verrue, malgré les instances espagnoles. Le duc de Mantoue considérait ces deux nobles montferrins au service du duc de Savoie comme les instigateurs de l'attaque savoyarde.
Le traité de Milan rencontrant ainsi dans son exécution une difficulté qui semblait insurmontable, le duc de Savoie parut très empressé à s'y conformer, voyant avec satisfaction son ennemi manquer aux conditions d'une paix à laquelle il ne s'était pressé que forcé par les circonstances. Ce prince habile remarqua le désir de la France à prendre part aux affaires d'Italie, et la jalousie qu'en ressentaient les Espagnols. Il espérait en faire son profit et c'est uniquement dans ce but qu'il affectait la plus grande déférence pour Juan de Mendoza, Marquis de la Hinojosa (es), le gouverneur de la Lombardie. En même temps il cherchait à tirer parti des factions qui divisait la cour de Paris, espérant affaiblir l'intérêt que cette cour prenait au sort de la maison de Gonzague.
Mais le parti du duc de Mantoue, appuyé par les ministres de Venise et de Toscane, l'emporta de nouveau et la France prit en sa faveur une attitude menaçante. Charles-Emmanuel, ne doutant plus que les Espagnols le soutiendraient, ne ménagea pas le gouvernement français et resta en relation avec les mécontents de ce royaume. Il expédia le comte de Scarnafis en Angleterre, comptant sur son appui dans une guerre devenue, selon lui, inévitable. Mais le conseil de Madrid jugea important d'empêcher que la France ne prenne part à la pacification de l'Italie et craignant de rompre avec elle, désapprouva la résolution prise à Turin et fit différer le désarmement. Charles-Emmanuel ayant appris quelques manœuvres de la part du roi Philippe, qui formait le dessein de faire céder le trône à son fils, Victor-Amédée, il décida de s'éloigner du souverain espagnol, en faisant languir les négociations, et renoua des contacts amicaux avec la France et la république de Venise.
Pendant ces évènements diplomatiques, les hostilités ne cessaient pas entre les Savoyards et les Mantouans. Le Duc de Savoie voulant porter, à celui de Mantoue, un coup, dont l'appui de ses protecteurs ne le garantit pas, fit rompre inopinément les digues du Tanaro au-dessus d'Albe. Le gouverneur du Montferrat, alarmé des suites de cette entreprise, rassembla, à la hâte, un corps de troupe pour s'opposer aux Savoyards. Mais pendant qu'il marchait sur Santa Vittoria, une autre colonne savoyarde, sous les ordres de Guy de Briandra, comte de Saint-George, se porta vers Casal et détourna les eaux de la Doire, qui fécondaient les plaines de Trin, et en menaça d'assiéger cette place. Cette seconde colonne obligea le marquis de Mombel, Alphonse Guerieri, à revenir sur ses pas, exposant de nouveau Albe au péril d'être submergée.
Le duc de Mantoue demanda au gouverneur de la Lombardie de se constituer arbitre. Celui-ci prononça un arrêt contraire aux innovations faites sur les deux rivières, mais le duc Savoie fit continuer les travaux sur le Tanaro. Dans le même temps, on arrêta à Turin un Mantouan, nommé Piceno, venu en Piémont, habillé en moine, dans le dessein d'assassiner le comte Guy de Briandra, comte de Saint-Georges, dont la tête venait d'être mise à prix par le duc de Mantoue.
Le conseil d'Espagne signifia au duc de Savoie, qu'il devait désarmer incessamment et consentir au mariage de sa fille, la duchesse Marguerite, avec le nouveau duc de Mantoue, frère de son premier époux. Ces manières parurent à Charles-Emmanuel insultantes et, malgré deux décrets que les Espagnols obtinrent, il se prépara à soutenir la guerre.

## Reprise des hostilités (1613-1614)
La résistance du duc de Savoie redoubla la malveillance de Francisco Goméz de Sandoval y Rojas, duc de Lerme, qui obtint de la cour de Vienne la mise au ban de Charles-Emmanuel en même temps qu'on attaquait le Piémont avec 30 000 hommes. Il renvoya alors l'ordre de la toison d'or, protesta auprès du roi d'Espagne et engagea Charles d'Angennes, marquis de Rambouillet, pour demander l'arbitrage du marquis de la Hinojosa, qui se rendait à Candia le 2 août, où il réunissait son armée.
Le 7 septembre 1613, cette armée passe la Sesia à Silarengue et s'empare des châteaux de La Motte, de Furmiane et de Brusnengo, avant de camper à Carezane.
Charles-Emmanuel, qui venait de rassembler à peine 10 000 hommes, décida de contre-attaquer. Il passa également la Sesia et se dirigea droit sur Novare avec 6 000 fantassins et 1 200 cavaliers. Le marquis de Caluso se porta en même temps vers Silarengue à la tête de 800 hommes, avec lesquels il devait tenter de détruire les ponts ennemis. L'armée espagnole rétrograda alors vers les ponts et son avant-garde, commandée par don Alphonse Pimentello, rencontra et défit les Savoyards au combat de Silarengue. Les forces espagnoles chargèrent la cavalerie savoyarde, la rompirent et firent prisonnier le marquis de Caluso. Puis elles se jetèrent sur l'infanterie savoyarde, qui réussit à se retirer en bon ordre à Verceil. Après cette victoire, le général espagnol repassa la Sesia à la recherche du duc de Savoie. Celui-ci évita la rencontre et rentra dans ses États après avoir brulé Palestro. Le gouverneur du Milanais prend alors des mesures défensives et commence la construction du fort de Sandoval, près de Borgo Vercelli.
Les Savoyards reprirent les hostilités contre le Montferrat prenant l'avantage dans tous les combats, qui terminèrent cette campagne.
L'Europe entière fut étonnée de voir que le duc Savoie ait pu lutter et résister, seul, contre la puissance espagnole et finir la campagne sans perdre une seule place.
Les succès savoyards attirèrent bon nombre de volontaires, dont un très grand nombre de Français malgré l'interdiction du roi, qui vinrent servir sous les drapeaux de Charles-Emmanuel.
Après avoir réuni son armée dans les environs d'Alexandrie, le gouverneur du Milanais, Juan de Mendoza, marquis de la Hinojosa (es), envoya ses troupes dans la province d'Asti semer la désolation. Le duc de Savoie y accourut et les partis se rencontraient quotidiennement.
Pendant que les Piémontais étaient occupés à défendre leur territoire, une escadre de galères napolitaine débarqua à Gênes un corps de troupes, sous les ordres de don Alvaro de Bassan, marquis de Sainte-Croix, destinées à entrer dans la principauté d'Oneille. Oneille, défendue par le marquis de Dogliani, fut cernée le 16 novembre 1613. Une flotte savoyarde, partie de Villefranche-sur-Mer pour secourir la place, fut repoussée et le 29 novembre, le marquis de Dogliani, ayant épuisé ses derniers moyens de défense, capitula.
Les Espagnols mirent ensuite le siège devant Maro, défendu par le chevalier Leonardo Broglia. En réponse, le comte de Saint-George entra dans le marquisat de Zuccarello (it) et s'empara de la ville de Zuccarello. Les Espagnols continuèrent malgré tout le siège de Maro qui, après plusieurs assauts la forteresse, tomba le 4 janvier 1614 après la mort du gouverneur Leonardo Broglia.
Le château de Prela s’étant rendu quelques jours après Maro, Alvaro de Bassan embarqua une partie de ses troupes sur les galères afin de croiser entre Oneille et Nice et observer les mouvements ennemis à Zuccarello.
Les 2 000 hommes sous les ordres du chevalier de Saluces partis pour secourir Maro et Prela, qui étaient tombées, furent dirigés dans les Langhes, où ils s’emparèrent de plusieurs châteaux. L’armée savoyarde arrivant à Asti, le marquis de la Hinojosa renonça à assiéger cette ville et fit achever le château de Sandoval, près de Borgo Vercelli, où il se retira.

## 1ertraité d'Asti (1614)
Pendant ce temps, le nonce du Pape, Giulio Savelli et Charles d'Angennes, marquis de Rambouillet, ambassadeur de France à Turin, offrirent leur médiation que le duc de Savoie accepta. Un traité de paix fut alors ébauché et présenté au marquis de la Hinojosa qui refusa les conditions.
Cependant le prince Thomas, fils de Charles-Emmanuel, avait pénétré en Lomelline et prit Candie, Hinojosa consentit à signer le traité d’Asti le 1er décembre 1614.
D’après ce traité, les places conquises devaient être réciproquement rendues, les prisonniers de guerre renvoyés sans rançon, les armées congédiées et les différends entre les ducs de Savoie et de Mantoue devaient être discutés à l’amiable dans un congrès, et vidés avant le terme de 6 mois. La France se rendit caution des sommes que la maison de Gonzague restait devoir à la cour de Turin sur la dot de Blanche de Montferrat et s’engagea à défendre le Piémont, s’il venait à être attaqué après que l’armée de Savoie serait congédiée.
La cour de Madrid apprit avec beaucoup de peine la conclusion de ce traité et désapprouva le Marquis de la Hinojosa.
Loin de vouloir ratifier la paix, le roi d'Espagne ordonna au gouverneur de Milan de rentrer en Piémont à la tête de son armée, si le duc de Savoie ne se disposait sans retard à donner des marques de soumission et de repentir.
Le courrier chargé de ses dépêches fut enlevé près de Nice par un navire corsaire savoyard. Les papiers envoyés à Turin instruisirent Charles-Emmanuel des intentions du roi Philippe et il était lui-même très peu disposé à satisfaire ce monarque. Il fit envoyer dans toutes les cours étrangères un mémoire apologétique de sa conduite. La France, Rome et Venise firent des avances pour prévenir une nouvelle rupture, mais le prince savoyard se montra inébranlable décidé à s'en tenir uniquement au traité d'Asti ou à reprendre les armes.
Déterminé à ne rien céder et prévoyant qu'une nouvelle campagne allait se préparer, il se hâta d'augmenter ses forces en faisant de nouvelles levées et en engageant à son service tous les Français, les Lorrains, les Hollandais ou les Suisses qu'il put.
De son côté, le marquis de la Hinojosa donnait également dans les préparatifs de guerre et recrutait son armée. Il fit également publier, par le capitaine de justice de Milan, un manifeste qui déclarait le duc de Savoie déchu de la souveraineté du comté d'Asti et de Santya qu'on prétendait relever de la Lombardie.
En réponse, Charles-Emmanuel, fit marcher une colonne d'infanterie vers Langhes, où ses troupes prirent Bossolasque, Gorzegne, Pruney et Ménusy.
À la mi-mars, les troupes espagnoles, sous les ordres de don Pierre de Sarmiento, marchèrent contre le château de Dente, puis mirent le siège devant Monbaldon. Un autre corps, sous les ordres de don Louis de Cordoue, marcha sur Roquevéran, qui fut pris le 25 mars.

## Reprise des hostilités (1615)

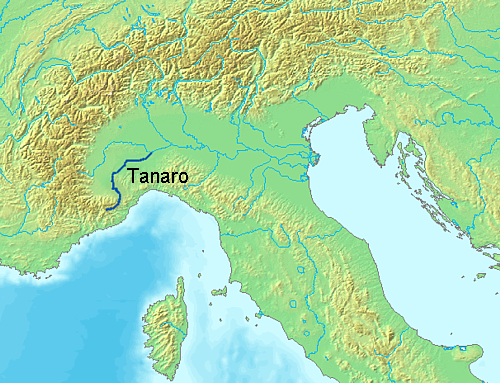
Localisation du Tanaro.

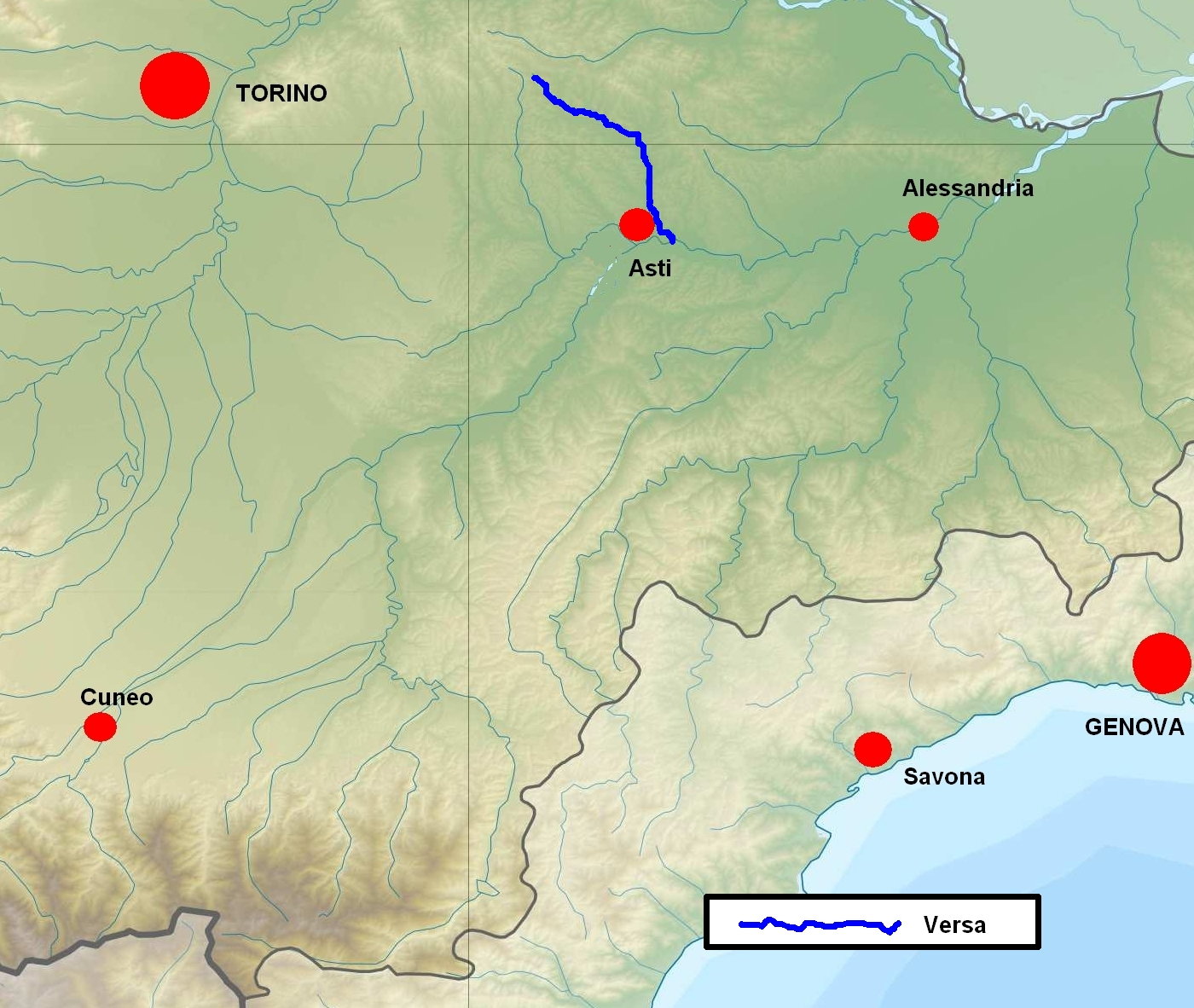
Localisation de la.

La perte du château de Roquevéran déconcerta les projets savoyards, car Courtemille semblait désormais en danger. Charles-Emmanuel envoya vers cette dernière place le commandeur de La Motte, à la tête de 5 régiments. La Motte envoya alors 4 000 fantassins et 1 000 cavaliers prendre position à Quérasque.
Ces mouvements donnèrent aux Espagnols des inquiétudes pour Acqui, Albe et Roquevéran. Ils décidèrent de se renforcer dans la vallée de Bormida et le marquis de Mortare se rendit à Bestagne avec 3 régiments de vieilles bandes espagnoles, 10 compagnies de cavalerie et 2 canons, plaça ses troupes sur les collines autour de Monasté et logea un détachement à Spigno.
Le duc de Savoie apprenant que les Espagnols occupaient Bestagne, mit en mouvement ses troupes et jeta des ponts sur le Tanaro près de Neive, puis marcha par Neviglie et Castino à Courtemille et y campa le 15 avril avant de repartir le lendemain sur Loazzolo. Les Savoyards prirent les villages de Vesme et de Cassinasque, mais malgré la résistance des paysans du Montferrat, qui retardait le cheminement de l'artillerie, les troupes savoyardes arrivèrent le 17 avril à Loazzolo puis s'approchèrent de Bestagne, où les Espagnols, commandés par le marquis de Mortare s'enfermèrent.
Le lendemain les troupes savoyardes attaquèrent la place et se logèrent sur la contre-escarpe. Durant la nuit, ils placèrent les deux seules pièces d'artillerie de campagne qu'ils avaient et le 19 au matin, le feu commença. Le mestre de camp espagnol, Gambaloita, partant de Monasté, s'avança au secours de la ville assiégée mais, repoussé par les troupes savoyardes, il retraita sur Ponti, où don Louis de Cordoue s'était rendu depuis Spigno. Le 20 avril, les deux officiers se dirigèrent par la vallée de Bormida, s'approchèrent serrés en masse du camp savoyard. Le duc de Savoie, sans attendre l'attaque ennemie, envoya sa cavalerie, obligeant les Espagnols à rétrograder. Don Louis de Cordoue, renonçant à secourir la forteresse de Bestagne, voulut faire retraite vers Ponti, mais les savoyards occupaient les hauteurs de la vallée. Acculés, les Espagnols se précipitent avec fureur sur les régiments de Beuil et de Polemieux qu'ils renversent après un combat opiniâtre. Une nouvelle attaque fut lancée par le duc de Savoie contre la forteresse, encore sans succès.
Le même jour, le marquis de la Hinojosa arrive à Ters avec 2 000 cavaliers et 4 000 hommes d'infanterie, en même temps que don Alphonse d'Alvalos à la tête de 4 500 hommes. L'ensemble s'avance sur Nizza tout en menaçant Canelli. Espérant éviter une bataille pour cette place importante stratégiquement, le duc de Savoie lève le siège de Bestagne et marche sur 2 colonnes vers la vallée de Belbo (it). Le marquis de la Hinojosa ayant dégagé Bestagne et le marquis de Mortare, il retourne à Alexandrie.
En préparation d'un siège qu'il pensait arriver, Charles-Emmanuel de Savoie fit marcher son armée sur Asti et, à partir du 26 avril, il ordonna la construction de nombreux ouvrages de fortification destinés à défendre la ville et le cours du Tanaro.
Pendant ce temps les forces espagnoles se réunissaient à Felizzano. Le 6 mai, le marquis de la Hinojosa avait ainsi réuni dans ce camp 22 000 hommes d'infanterie, 3 600 cavaliers et avait laissé au fort de Sandoval ou sur les bords de la Sesia, près de Borgo Vercelli, un corps de 6 500 hommes, ce qui obligea les Savoyards de couvrir la province de Verceil et ne leur permit de réunir sous Asti que 15 000 fantassins et 1 500 cavaliers.
Le 12 mai, les Autrichiens s'approchant d'Asti, Charles-Emmanuel marche à leur rencontre jusqu'au bord de la rive droite de la Versa (affluent du Tanaro) (it). Il fit passer sur la rive gauche 3 compagnies de cavalerie légère, sous les ordres du baron de Saint-Réran, chargées de reconnaître l'ennemi. Un combat s'engagea durant lequel les Autrichiens prirent le dessus et capturèrent le baron de Saint-Réran. Le duc de Savoie fit avancer son avant-garde afin de favoriser la retraite de sa cavalerie. Les Espagnols s'avancèrent sur la rive gauche, où ils se déployèrent en bataille, l'infanterie au centre et la cavalerie sur les ailes, malgré le feu de l'artillerie savoyarde. Les deux armées se retranchèrent sur leurs positions. Afin de protéger son aile gauche, le duc de Savoie ordonna à Odon de Roëro, comte de Montisel, avec 2 000 hommes et 2 canons, de placer une compagnie dans le château de Castion et de distribuer le reste de son infanterie, composée de 700 mousquetaires et 200 chevau-légers, le long de la colline et le bois. Hinojosa fait alors marcher dans la même direction le général espagnol prince d'Ascoli, à la tête de 4 500 hommes qui, arrivé sur place, engagent immédiatement le combat. Malgré une position avantageuse, balancée par le désavantage du nombre, le combat fut longtemps incertain. Le comte de Montisel et le colonel d'Arlot ayant été tués, les Savoyards, réduits à 400 hommes, se réfugièrent dans le château, que le capitaine, après quelques coups de canons, livra aux Espagnols. Après la prise de Castion, les Espagnols poussèrent sur Saint-Damian avec un fort détachement de cavalerie. Ayant reçu des renforts des auxiliaires de Toscane, de Lucques et d'Urbino, les Espagnols lancent le 15 avril, 33 000 combattants, qui firent reculer les Savoyards des bords de la Versa (affluent du Tanaro) (it) aux retranchements de la Chartreuse. Pendant 4 jours, les deux armées se firent face à face. Le 20 avril, le prince d'Ascoli attaque, avec beaucoup de vivacité la droite savoyarde, composée de 4 000 Suisses nouvellement levés. Le choc des Suisses avec les vétérans espagnols tourne rapidement à l'avantage de ces derniers. Charles-Emmanuel tente alors de prendre le flanc ennemie avec sa cavalerie, mais les Espagnols lancent leurs escadrons de cavalerie au secours de l'infanterie. L'armée savoyarde commence à plier, Charles-Emmanuel divise alors sa cavalerie en deux corps, l'une face au marquis de la Hinojosa, l'autre, commandée par le prince Thomas, chargée d'attaquer l'infanterie. À la suite d'un engagement indécis, le duc de Savoie, ne pouvant vaincre, retraita sur Asti. Quelques escarmouches eurent lieu autour de la ville, avant que les Espagnols commencent à investir la ville défendue par l’armée savoyarde, composée en grande partie d’étrangers. Les assaillants entreprirent la construction de tranchées et de batteries et commencèrent immédiatement le bombardement.

## 2etraité d'Asti (1615-1616)
La France et les puissances d’Italie qui voyaient avec étonnement le duc de Savoie tenir tête, dans cette lutte inégale, ne crurent pas devoir laisser se prolonger davantage une guerre, dans laquelle la disparité des forces ne laissait aucun doute à son issue, et dont l’asservissement de l’Italie à la maison d’Autriche pouvait être le résultat. La France fit l’offre d’une médiation par l’intermédiaire le marquis de Rambouillet, ambassadeur de France en Italie.
Pendant ce temps l’armée espagnole était entrée dans l’Astesan (it). Après les combats de Castion et de la Chartreuse, le duc de Rambouillet et les autres ambassadeurs des cours étrangères à Turin se rendirent immédiatement dans le camp de Savoie pour y être consultés. Le duc de Savoie était disposé à convenir d’un nouveau traité pourvu qu’on ne s’éloignât pas des conditions essentielles qui avaient servi de base au dernier accord, avec une suspension des armes durant la durée des conférences. Le gouverneur du Milanais accepta les deux propositions.
La trêve fut signée le 20 juin.
Le même jour, après la signature de l’armistice, le général espagnol commandant le siège d’Asti fit entreprendre la construction d’une batterie contre le flanc des retranchements savoyards. Le duc de Savoie ordonne alors aux comtes Guy de Saint-George et d’Urfé d’aller la détruire. Le 21 juin, ils attaquent, chacun à la tête de 800 fantassins et 200 cavaliers, les positions espagnoles qui sont totalement détruites. Cet événement précipita la signature, le même jour, d’un traité de paix sous la garantie du Souverain Pontife Paul V, de la France, de l’Angleterre et de Venise.
Charles d'Angennes, marquis de Rambouillet, sir Dudley Carleton et Reincer Zeni signèrent ce traité, avec déclaration, que si le duc de Savoie venait à être attaqué par l’Espagne, ils engageaient leurs gouvernements respectifs à embrasser sa défense. L’ambassadeur français ajouta, que dans ce cas, sa déclaration servirait d’ordres aux gouverneurs des provinces limitrophes du royaume pour marcher au secours du Piémont.
Dans ce traité, l’on y convint que les Espagnols rendraient au duc de Savoie toutes les conquêtes qu’ils avaient faites sur lui depuis le commencement de la guerre et qu’ils désarmeraient aussitôt après que l’armée savoyarde serait remise sur le pied de paix. Que les différends entre les maisons de Gonzague et de Savoie seraient soumis à l’arbitrage de l’Empereur, le marquis d'Inoyosa se rendant garant, au nom de son maître, de l’exécution de l’amnistie accordée par les traités précédents aux sujets de Mantoue attachés au prince savoyard. Le commerce interrompu entre le Milanais, le Valais et la Suisse fut rétabli. Le roi de France s’engagea à pardonner à ses sujets, qui servaient en Piémont contre sa défense, et le duc de Savoie promit de réduire ses forces.
Si le premier traité avait été glorieux pour le duc de Savoie, le second lui valut une réputation encore plus grande. L’Italie entière le proclama son défenseur contre l’oppression espagnole et le regarda comme le seul prince capable de la délivrer du joug étranger.
Le traité conclu par le marquis d’Inoyosa excita une indignation générale à Madrid. Il fut rappelé par son gouvernement et on instruisit immédiatement son procès. Il aurait vraisemblablement perdu la tête sur le billot sans la protection de Francisco Goméz de Sandoval y Rojas, duc de Lerme.
La cour d’Espagne regardait avec peine, l’influence que prenait la France dans les affaires d’Italie, où la maison d’Autriche avait jusqu’alors conservé la prépondérance exclusive. Le moment était décisif, il fallait relever la gloire du nom espagnol, ou perdre les fruits des victoires de Charles Quint et de la politique de Philippe II.
Secrètement, le roi d’Espagne résolut de rompre la paix conclue avec le duc de Savoie et confia à don Pèdre de Tolède, marquis de Villefranche, le commandement de l’armée, destinée à soumettre le prince savoyard, avec le gouvernement général de la Lombardie. Lorsque don Pèdre de Tolède, arriva en Lombardie, il rappela sous les armes 70 capitaines que son prédécesseur avait congédiés depuis la paix. Quoique cette mesure ne laissât aucun doute sur les intentions du nouveau gouverneur, le duc de Savoie lui envoya un ambassadeur afin de le complimenter, selon l’usage, et lui demanda l’exécution du traité d’Asti.
Charles-Emmanuel s’adressa ensuite aux puissances garantes du traité et réclama leur appui.
Il ne trouva pas la France dans des dispositions favorables. En effet, inquiète des troubles que le prince de Condé avait provoqué, elle craignait de rompre avec la maison d’Autriche et désirait prévenir d’une nouvelle guerre entre l’Espagne et la Savoie.
L’Angleterre et Venise au contraire la sollicitait passionnément. L’Angleterre comptant opérer une diversion utile aux affaires de Clèves. Les Vénitiens pour empêcher les Espagnols de secourir l’archiduc de Glatz, contre lequel ils étaient en guerre. Mais ce deux puissances ne pouvaient offrir que des subsides au Duc de Savoie. Elles les promirent et Charles-Emmanuel ordonna aussitôt une nombreuse levée de troupes, tant nationales qu’étrangères.
Les projets de don Pèdre de Tolède, étaient contrecarrés. Après avoir pensé réduire le duc de Savoie sans combattre, en ôtant l’appui de la France, le besoin de secourir promptement l’archiduc de Glatz et la crainte de voir débarquer les Anglais sur les côtes d’Italie changèrent les projets du gouverneur du Milanais. Don Pèdre de Tolède espéra de concilier la paix en Savoie et la gloire de son maître en lui proposant un traité d'accommodement. Charles-Emmanuel Ier indiqua qu’il s’en tenait au traité d’Asti signé le 21 juin. Monsieur de Tolède indiqua qu’il y tenait également en y mettant une seule condition à l’exécution du traité d’Asti qui était de renoncer à la garantie des puissances médiatrices.
La cour de Savoie reconnaissant, d'une manière évidente, que le dessein que formait les Espagnols d'asservir la Savoie à leur joug, il ne leur restait plus que la solution de s'opposer par la force pour repousser une injuste agression. Charles-Emmanuel envoya immédiatement au maréchal de Lesdiguières, gouverneur du Dauphiné, une demande sollicitant la marche de secours convenu par le traité d'Asti.
Le 26 mai 1616, le ministre Maximilien II de Béthune et le nonce Alessandro Ludovisi afin de rapprocher les esprits. En effet Charles-Emmanuel refusait de se séparer des Vénitiens et d'apporter la moindre modification au dernier traité tandis que don Pèdre de Tolède prétendait ne considérer en rien ce dernier traité et voulait dicter les conditions d'un nouvel accord et secourir l'archiduc de Glatz contre Venise.
Dès lors la guerre était inévitable mais le gouverneur du Milanais, n'osait pas la commencer sans un nouvel ordre de Madrid car il savait que Francisco Goméz de Sandoval y Rojas désirait la paix. En réception de son courrier, il obtint du roi d'Espagne l'ordre de commencer la guerre qu'on appela à Madrid, la guerre de don Pedro.

## La guerre de don Pedro (1616)
Le duc de Lombardie rassembla 26 000 hommes d'infanterie et 3 000 cavaliers, jeta des ponts sur la Sesia à Villata et campa à la droite de cette rivière non loin de sa confluence avec le Pô.
Le duc de Savoie prit position à La Motte, près de Verceil, avec 18 000 fantassins et 2 000 cavaliers.
Profitant des déboires amoureux d'Henri Ier de Savoie-Nemours, qui devait épouser une des filles de Charles-Emmanuel, le duc de Tolède s'attacha secrètement le duc de Nemours, par un traité qui lui promettait la souveraineté de la Savoie sous le vasselage de l'Espagne, s'il se déclarait contre le chef de sa Maison.
Cachant ses engagements perfides, il offrit au duc de Savoie de lever un corps de 3 000 hommes dans les duchés de Genevois et de Faucigny, qui formaient son apanage et qui ne tardèrent pas à être mis sur pied. Mais le duc de Nemours, auquel les Espagnols devaient se joindre par la Franche-Comté, excusait sous différents prétextes les retards de la marche de ses troupes vers le Piémont, lorsqu'un courrier espagnol, porteur de dépêches, fut arrêté par les troupes de Charles-Emmanuel. Cachant sa surprise et ses regrets, le duc de Savoie ordonna au gouverneur de Savoie de faire entrer dans les places fortes de cette province toutes les troupes fidèles qui s'y trouvaient et ordonna à Victor-Amédée de traverser les Alpes à la tête de 4 000 hommes et de marcher directement sur le duc de Nemours afin de le combattre. Arrivé en Savoie, Victor-Amédée fut renforcé par les troupes suisses ou genevoises et rencontra l'ennemi au moment où il se disposait à passer le pont de Grésin sur le Rhône, sans pouvoir combattre, le duc de Nemours ayant promptement gagné le territoire français pour passer en Franche-Comté. Cependant les gouverneurs du Lyonnais et de la Bourgogne l'ayant menacé de le combattre s'il ne rentrait rapidement dans le devoir, il y consentit et se ménagea un accommodement avec la cour de France, ensuite duquel il réunit les 1 700 hommes de ses troupes à celle de l'armée de Savoie.
La diversion du duc de Tolède n'ayant pas marché, le duc de Savoie pris l'initiative d'attaquer le pont de Villata, afin de couper la communication avec la Lombardie. Il tenta de brûler le pont en faisant naviguer le long de la rivière des bateaux remplis de feux d'artifice, sous l'escorte d'un régiment de cavalerie qu'il envoya le long de la rive droite de la Sesia. Mais après une escarmouche, les Espagnols qui parcouraient la rive gauche, réussirent à arrêter les brûlots.
Le 14 septembre 1616, les troupes de Pierre Alvarez de Tolède, sous les ordres du prince d'Ascoli, passent la Sesia et attaquent les positions savoyardes de La Motte. Attaquée de front, et par surprise, par 8 000 hommes, la droite du duc de Savoie, composée de cavalerie et d'infanterie piémontaise, repousse d'abord les Espagnols. La gauche et le centre du duc de Savoie, composés de Savoyards et de Français, repoussent également les troupes du prince d'Ascoli, qui se retirent derrière un canal. Le duc de Savoie se disposait à attaquer les forces espagnoles lorsqu'il apprit que Pierre Alvarez de Tolède s'avançait avec le reste de son armée. Ayant perdu 500 hommes sur le champ de bataille, Charles-Emmanuel préféra se retirer sur Verceil et prit position au village d'Azian, d'où il pouvait défendre Verceil et défendre le passage de la Doire. Pendant ce temps, les Espagnols campèrent à La Motte puis à Stroppiane puis se dirigèrent sur Crescentin qu'ils décidèrent d'attaquer. Réagissant rapidement, le duc de Savoie envoya des renforts qui découragèrent les Espagnols, qui se retirèrent sur Bianzè et Livourne pendant que les Savoyards s'emparaient de Rondissone, Verolengo, Volpian et de quelques autres châteaux de l'État de Mantoue.
Une armée espagnole aussi forte, au cœur du Piémont, inquiétait Charles-Emmanuel qui envoya 1 000 mousquetaires retrancher et défendre les gués de la Doire et renforça les garnisons de Chivas, Verceil et Ivrée. Mais l'envoi de ces détachements affaiblirent l'armée savoyarde, si bien que les Espagnols parcourent la campagne impunément, prenant Saint-Germain, en réussissant à corrompre le capitaine de la place, après un semblant de résistance. Victor-Amédée, revenant de Savoie avec ses troupes, arriva à Crescentin. Son père s'avança alors à La Vénerie, brûla Bianzé, coupant les vivres aux troupes espagnoles qui s'étaient avancées en Piémont. Monsieur de Tolède décida de se porter à Trin afin de mettre en disette les troupes de son ennemi. Cependant, à peine s'était-il mis en marche vers Castelmerlino, que Charles-Emmanuel leva son camp pour se diriger vers Crescentin. Le général espagnol, averti de ce mouvement, changea de direction et se porta vers l'abbaye de Lucedio afin de profiter des avantages du nombre et de la surprise.
Les Espagnols rencontrèrent l'arrière-garde savoyarde, composée presque entièrement de cavaliers, commandée par Guy de Saint-George, près de Lucedio. Les Espagnols attaquèrent vigoureusement les Savoyards, les forçant à se replier. Un corps de mousquetaires, qui arrivait au secours du duc de Saint-George, parvint à maintenir les positions, mais l'armée savoyarde, pliant sous le nombre, se mit en retraite. Charles-Emmanuel, alerté par le bruit des combats, revint en direction de Lucedio et rencontra une colonne ennemie qui avait débordée le flanc du duc de Saint-George. C'est le combat de Lucedio. Les Espagnols enfoncèrent les troupes du duc de Savoie, composées essentiellement de troupes étrangères. Charles-Emmanuel rétrograda, poursuivi par l'armée espagnole et parvint à rejoindre Crescentin, après avoir perdu 1 600 hommes (400 morts, 1 000 blessés et 200 prisonniers).
Après 3 jours de repos, le duc de Tolède divisa son armée en 3 corps :
- Il en garda un sous ses ordres, positionné à Crescentin pour menacer Verceil.
- Le second corps, sous les ordres du prince d'Asculano, se porta dans la province de Bielle.
- Le 3e corps, commandé par le marquis d'Orosco, passa le Pô et entra dans l'Astesan (it)[13]. Après avoir passé le Tanaro et être entré dans les Langhes, à la tête de 4 000 hommes d'infanterie et 500 cavaliers, il prit Costigliole puis mit le siège devant Courtemille.

Charles-Emmanuel prit alors un ordre hardi, en affaiblissant son armée, en envoyant le comte de Saint-George effectuer une diversion avec 5 000 hommes. Il le chargea de passer le Tanaro et d'attaquer Isola d'Asti, village dans lequel le marquis d'Orosco avait installé ses bases arrière et ses équipages de pont. Les Savoyards entrèrent dans la place et s'emparèrent de tous le pontons ennemis. Aux bruits des combats, des détachements autrichiens arrivèrent au secours d'Isola, mais monsieur de Saint-George, ayant été averti, dressa une embuscade, les battit et leur pris 150 hommes. Le comte de Saint-George envoya le chevalier de Virle avec un détachement à Niella Tanaro. Ils prirent coup sur coup Castellino, Castagnole et Cornian, avant de prendre Niella Tanaro avec l'aide des habitants.
Ayant appris qu'Annibal Grimaldi, comte de Beuil et gouverneur de Nice, intriguait avec don Pedro de Tolède, le duc de Savoie le fait arrêter et fait détruire les châteaux du Beuil et de La Tourette, qui devaient servir d'asile aux conjurés. Le Sénat de Nice prononça contre Grimaldi un arrêt de mort, malgré les sollicitations de la cour de Paris en faveur du coupable, et les 22 fiefs du comté de Beuil furent distribués à des serviteurs fidèles.
Pendant ce temps, les conférences de paix continuaient à Turin avec les représentants de France, du Vatican, de Savoie, d'Espagne, de Venise… D'autant que depuis l'arrestation d'Henri, prince de Condé, le prince savoyard est inquiet des intentions de Paris. Sa finesse dans la négociation lui permit pendant 2 mois, d'amuser[style à revoir] les Espagnols, période durant laquelle il renforça ses troupes.
Don Pèdre s'aperçut trop tard qu'il était joué. Alors que son armée s'était affaiblie par la désertion et la maladie, celle de son ennemi recevait quotidiennement des renforts. Le général espagnol rappela le prince d'Asculano et le marquis d'Orosco et rentra dans le Milanais après avoir brûlé Santya. Les Autrichiens quittèrent Lucedio, le duc de Savoie leva le siège de Saint-Damian, les Mantouans s'avancèrent alors jusqu'à Quérasque, mais furent défait, le 2 novembre, et poursuivit par la garnison de la ville qui reprit Serralunga d'Alba et Castino, elle due s'enfermer à Verduno.
Victor-Amédée et son frère Thomas partirent le 10 décembre, à la tête de 500 cavaliers, 2 000 fantassins et de la milice royale de Biella, investirent Masséran, défendue par 700 hommes, puis se dirigèrent vers Gattinare, où ils étaient attendus par 3 000 Espagnols. Les Savoyards tournèrent bride et allèrent mettre le siège devant Crèvecœur en occupant Serravalle Sesia.
Le 29 décembre 1616, les batteries savoyardes commencèrent le bombardement et la ville fut immédiatement abandonnée par les 800 défenseurs, qui se réfugièrent dans le château. Le 2 février 1617, en raison de la disette et de l'insistance de la princesse de Masséran, le commandant du château de Crèvecœur se rendit. Celui-ci ayant obtenu de se retirer à Milan, don Pedro de Tolède lui fit couper la tête. Une colonne de secours, commandée par Don Pedre de Luna, fut envoyée au secours de Crèvecœur. Après s'être emparée de Bourg-Sesia, la troupe espagnole fut attaquée par les Savoyards. Le commandant, Don Pedre de Luna, fut blessé et ses soldats se mirent en fuite, poursuivit par les Savoyards qui se rendirent maître de Gattinare.

## L'intervention française (1617)

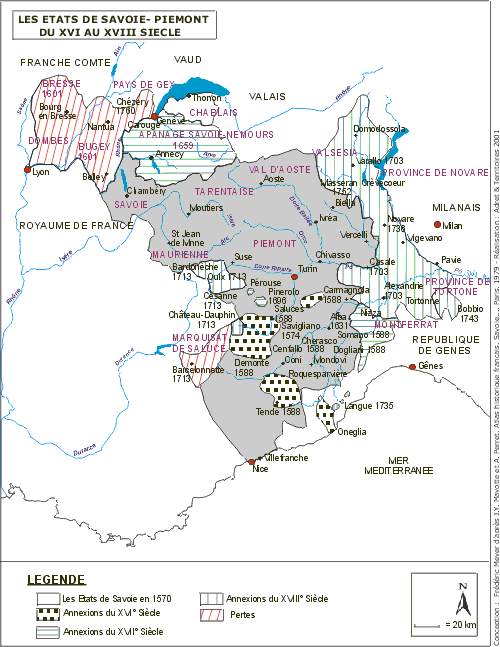
Le territoire de la Savoie et du Piémont gouverné par la maison de Savoie, du, d'abord comme duché de Savoie, puis comme royaume de Sardaigne.

Toutefois, de part et d'autre, on se préparait à une nouvelle campagne et Charles-Emmanuel Ier de Savoie sollicita vivement la cour du roi de France afin qu'elle remplisse ses engagements. Mais les Français, songeant si peu à les satisfaire, le maréchal de Lesdiguières reçu l'ordre de congédier les troupes, à la tête desquelles il se préparait à passer les Alpes, d'après la convention qui avait été convenu par l'ambassadeur français, Charles d'Angennes, marquis de Rambouillet, à l'époque du traité d'Asti. Le Maréchal répondit à la Reine de France, Marie de Médicis, qu'il se voyait avec peine dans la nécessité de lui déplaire pour servir l’intérêt de la France qui l'appelait au secours du duc de Savoie vers les États duquel il marcha, à la mi-décembre, à la tête de 7 000 hommes d'infanterie et 500 cavaliers.
Le 3 janvier, le maréchal français était reçu à Turin. Peu de temps après, l'attaque de Saint-Damian fut décidé et la place fut investie, le 2 février, par 4 000 Franco-Savoyards, qui, après avoir occupé le château de Cisterne, commença le bombardement le 3 février. Le 5 février, une colonne de secours espagnole, de 1 000 hommes, arrive sans oser attaquer. Le même jour, apprenant que les vivres venaient à manquer dans la ville et que celle-ci avait son unique canon hors d'usage, Charles-Emmanuel proposa au gouverneur de capituler. Le capitaine Prandi refusa et fit une sortie qui fut repoussée. Les Savoyards augmentèrent alors le bombardement. Le 6 février, 1 500 Franco-Piémontais furent envoyés à la rencontre de la colonne de secours espagnole. Pendant ce temps, l'artillerie créa des brèches dans les fortifications qui furent réparées à partir du lendemain en raison des pluies qui s’abattaient, qui inondaient les tranchées et ralentissaient le feu de l'artillerie. Le 9, le bombardement reprend avec force et une brèche se trouvant faite, les Franco-Savoyards s'élancèrent à l'assaut, prennent pied sur la contrescarpe, et commencent à descendre dans le fossé, lorsque les assiégés battirent la chamade et demandèrent à capituler. Mais les soldats vainqueurs continuèrent d'escalader la brèche, entrèrent en ville, la pillèrent, passèrent la totalité de la garnison au fil de l'épée ainsi que le gouverneur et un grand nombre d'habitants. Le massacre ne cessa qu'avec l'arrivée du duc de Savoie et du maréchal de Lesdiguières, Saint-Damian fut immédiatement démantelée.
Les Savoyards s'avancèrent alors sur Albe, qui fut totalement cernée le 23 février. Le 5 mars, le gouverneur d'Albe reçut l'assurance qu'il allait recevoir, d'ici 3 jours, une armée de secours forte de 12 000 hommes commandée par Don Pèdre de Tolède. Cette espérance rendit le courage aux assiégés. Toutefois si plusieurs détachements espagnols, venant de Dian, venaient renforcer la garnison, ils obligèrent la réduction des rations. Le 8 mars, rien n'annonça l'approche du secours. Le 10 mars, les dernières ressources épuisées, le gouverneur fit arborer le drapeau blanc et la garnison fut autorisée à sortir tambour battant et enseignes déployées et à se retirer à Nizza. Toutefois un corps de Tyroliens, qui en faisait la principale force, écrasa un faible détachement savoyard rencontré sur son chemin. La cavalerie savoyarde poursuivit la troupe et la ramena prisonnière au camp d'Asti, où 5 officiers furent mis à mort.
La chute d'Albe faisant craindre l'entrée des Savoyards dans la province d'Alexandrie, ils quittèrent les Langhes en direction de Félissan.
Le marquis de Litta vint renouveler l'offre d'un traité particulier très avantageux. Mais le duc de Savoie refusa, demandant toutefois une suspension d'armes que le duc de Tolède n'accepta pas.
Charles-Emmanuel entreprit alors d'attaquer 16 compagnies espagnoles, logées à la Roquette de Tanaro, à la tête de 800 cavaliers français et d'une partie de l'infanterie savoyarde. Une échauffourée entre les soldats alliés retarda la marche de la colonne, permettant aux Espagnols de se retirer.
Revenu à Asti, un détachement savoyard partit à l'attaque de Colcavagne, mais ils furent battus ainsi qu'à Monclar. Toutefois, à Calos 250 Allemands surpris mirent bas les armes.
Le comte Gui de Saint-Georges, à la tête de l'infanterie française et de 2 000 cavaliers, partit attaquer Montiglio, qui fut mise à feu et à sang.
Le prince Victor-Amédée et le marquis de Caluso s'avancèrent séparément de Santya. Mais les nouvelles entreprises franco-savoyardes furent arrêtées, du fait de la reine Marie de Médicis, qui avait pris fait et cause pour le duc de Mantoue, en renouvelant des ordres plus précis au maréchal de Lesdiguières de quitter la Savoie. Celui-ci, craignant de se compromettre de trop, annonça au duc de Savoie la nécessité de repartir en France. Le 6 avril, alors que les troupes espagnoles étaient fortes de 30 000 hommes, les troupes françaises retournaient à leurs cantonnements.
Dès que le gouverneur du Milanais sut que le duc de Savoie était réduit à ses seules forces, il réunit les siennes et leur firent passer le Pô, à Frassinet, et marcher sur Verceil, où le juge royal s'était engagé à lui livrer la ville. 500 cavaliers, portant chacun un fantassin en croupe, s'approchèrent de la ville avec confiance, mais le marquis de Caluso, averti de la traîtrise du juge, tendit aux Espagnols une embuscade et fit exécuter le juge. Le duc de Savoie s'empressa de jeter dans la place 600 hommes en renfort, qui arrivèrent juste la veille de l'investissement de la ville, le 24 mai, par don Pedro. Le 3 juin, les Espagnols lancèrent 3 attaques contre la citadelle qui échouèrent. Le 6 juin, après de fortes pluies, la crue emporta les ponts sur la Sesia, permettant aux assiégés d'effectuer une sortie avec 1 500 hommes contre le quartier des Allemands afin d'envoyer une estafette informer le duc de Savoie que la poudre à canon allait bientôt manquer. Après la pluie, les Espagnols reconstruisent les ponts, s'emparèrent d'une redoute, creusèrent une sape et y mirent le feu, et pénétrèrent dans le chemin couvert. À peine installés, ils furent attaqués par la garnison et, après un long combat, les Espagnols se retirèrent avec perte. Immédiatement, le marquis de Caluso effectua une sortie, reprenant la redoute sur le glacis. Le message étant arrivé au duc de Savoie, celui-ci envoie immédiatement 300 cavaliers, portant chacun un sac de poudre. Monsieur de Tolède, ayant eu vent de l'affaire, fait alors avancer 500 cavaliers et quelques mousquetaires, soutenu par 500 autres cavaliers. La ligne de défense fut toutefois traversée, mais l'un des cavaliers tirant imprudemment un coup de pistolet, le feu prit à l'un des sacs de poudre, l'inflammation se communiqua et, en un instant, la troupe fut mise en pièces, ou se noya dans la Sesia. Seuls 30 chevaux parvinrent à entrer en ville. Le lendemain, les Espagnols lancèrent une nouvelle attaque, sans succès, mais la place ne pouvait plus tenir longtemps sans poudre à canon.
Cependant, le duc de Savoie s'avançait depuis Crescentin pour venir au secours des assiégés et campa à Santya. Malgré les sapes et les tirs continuels de 38 gros canons, les défenseurs savoyards ayant appris ce mouvement, redoublèrent d'ardeur. Le 12 juillet, le comte Serbelloni, général de l'artillerie espagnole, fut tué. Remplacé par Don Pèdre de Messia, celui-ci subit le même sort. Le 19 juillet Charles-Emmanuel paru, enfin, et alimenta en poudre la citadelle. Mais, craignant d'être enveloppé, il fit rapidement retraite en direction d'Ivrée pour attendre l'arrivée de 4 000 Bernois. Les Espagnols ne suivirent pas Charles-Emmanuel, restant en position devant Verceil. Le 22 juillet, ils tentèrent un nouvel assaut infructueux qui leur coûta 800 hommes. Cependant, n'attendant désormais plus de secours et manquant de munitions, le marquis de Caluso capitule le 25 juillet et sort avec les honneurs de la guerre avec 2 100 hommes, dont 840 blessés, laissant la ville, la citadelle et le château aux mains des Espagnols. Ce siège ayant coûté 6 000 hommes à Don Pedro, celui-ci souhaitait terminer la guerre et renouvela son offre de traité, qui fut refusé par le duc de Savoie, qui souhaitait la médiation de la France ou le retour du maréchal Lesdiguières, après la mort du maréchal d'Ancre et l'exil de la reine mère.

## La fin de la guerre
Lesdiguières reçu en effet l'ordre de Louis XIII de former un camp sur la frontière de la Savoie et passa les Alpes à la mi-juillet, seul, pour rencontrer Charles-Emmanuel puis Pierre Alvarez de Tolède, auquel il demanda l'exécution du traité d'Asti. Devant la réponse vague du gouverneur de la Lombardie, le maréchal et le duc de Savoie réunirent leurs armées à Asti et marchèrent, le 1er septembre, vers Félissan, qui fut prise immédiatement malgré 1 500 défenseurs Tyroliens. L'armée se dirigea alors sur Soléri puis Quargnento puis sur Alexandrie, pour l'assiéger, mais la cour de France rappela les troupes Françaises en Dauphiné, le 6 septembre. En effet, Louis XIII avait contacté Philippe III d'Espagne et l'entière exécution du traité d'Asti fut accepté et signé par l'ensemble des parties. Toutefois, Pierre Alvarez de Tolède blessé du sort des armes et d'un accord signé à son insu refusait de s'y conformer et continuait les hostilités contre les Vénitiens, mais rappelé à l'ordre, les combats s'éteignirent rapidement.